# Hiroki Itō (football, 1999)
Pour les articles homonymes, voir Hiroki Ito et Ito.
Hiroki Itō (伊藤 洋輝, Itō Hiroki), né le 12 mai 1999 à Hamamatsu au Japon, est un footballeur international japonais qui évolue au poste de défenseur central au Bayern Munich.

## Biographie

### En club
Né à Hamamatsu au Japon, Hiroki Itō est formé par le Júbilo Iwata. En mai 2017, est annoncé sa promotion en équipe première pour la saison à venir.
Ito joue son premier match en professionnel le 7 mars 2018 lors d'une rencontre de coupe de la Ligue japonaise contre le Shimizu S-Pulse. Il entre en jeu et son équipe s'incline (1-0)
Le 23 juin 2021, Hiroki Itō est prêté au VfB Stuttgart, où il doit dans un premier temps être intégré à l'équipe B. Il joue son premier match en équipe première le 7 août 2021, à l'occasion d'une rencontre de coupe d'Allemagne face au BFC Dynamo. Il est titularisé lors de cette rencontre remportée largement par son équipe sur le score de six buts à zéro. Il inscrit son premier but pour Stuttgart le 26 novembre 2021, lors d'une rencontre de championnat face au 1. FSV Mayence 05. Titulaire, Itō ouvre le score d'une frappe du droit, et son équipe l'emporte par deux buts à un,. Il est récompensé de ses performances en novembre 2021 avec son club de Stuttgart, en étant élu meilleur Rookie du mois en Bundesliga,. Il est nommé pour le prix du Rookie de la saison 2021-2022 en Bundesliga.
Le 20 mai 2022, le VfB Stuttgart lève l'option d'achat pour Hiroki Itō. Le défenseur japonais s'engage donc définitivement avec le club allemand, signant un contrat courant jusqu'en juin 2025,.
Le 13 juin 2024, Hiroki Itō signe au Bayern Munich pour un contrat courant jusqu'au 30 Juin 2028 après que le club ait payé sa clause de libération de 30 000 000 €,.
Itō se blesse durant la préparation d'avant-saison, lors d'un match amical contre le 1. FC Düren (en) fin juillet 2024. Touché au métatarse, l'absence du défenseur japonais est estimée à plusieurs semaines.

### En équipe nationale
En janvier 2018, il participe au championnat d'Asie des moins de 23 ans qui se déroule en Chine. Il s’illustre en étant l'auteur d'un doublé en phase de poule contre la Corée du Nord. Le Japon s'incline lourdement en quart de finale face à l'Ouzbékistan (défaite 0-4).
Avec les moins de 19 ans, il participe au championnat d'Asie des moins de 19 ans en 2018. Lors de cette compétition organisée en Indonésie, il joue quatre matchs. Il se met en évidence en marquant un but en phase de poule contre la Corée du Nord, puis une passe décisive en quart de finale contre l'Indonésie. Le Japon s'incline en demi-finale face à l'Arabie saoudite.
Hiroki Itō est ensuite sélectionné avec l'équipe du Japon des moins de 20 ans, pour participer à la Coupe du monde des moins de 20 ans en 2019. Lors de cette compétition organisée en Pologne, il joue trois matchs, dont deux comme titulaire. Le Japon est éliminé en huitièmes de finale par la Corée du Sud (0-1 score final), futur finaliste de la compétition.
Le 1er novembre 2022, il est sélectionné par Hajime Moriyasu pour participer à la Coupe du monde 2022. Le 1er janvier 2024, il est retenu dans la liste des vingt-six joueurs japonais sélectionnés par Hajime Moriyasu pour disputer la Coupe d'Asie des nations 2023.

## Statistiques Détaillées
| Saison                | Club                  | Championnat           | Championnat | Championnat | Championnat | Coupe nationale | Coupe nationale | Coupe nationale | Coupe de la Ligue | Coupe de la Ligue | Coupe de la Ligue | Compétition(s) continentale(s) | Compétition(s) continentale(s) | Compétition(s) continentale(s) | Compétition(s) continentale(s) | Total | Total | Total |
| Saison                | Club                  | Division              | M.          | B.          | P.d.        | M.              | B.              | P.d.            | M.                | B.                | P.d.              | Comp.                          | M.                             | B.                             | P.d.                           | M.    | B.    | P.d.  |
| 2018                  | Júbilo Iwata          | J1 League             | 1           | 0           | 0           | 1               | 0               | 0               | 4                 | 0                 | 0                 | -                              | -                              | -                              | -                              | 6     | 0     | 0     |
| 2020                  | Júbilo Iwata          | J2 League             | 37          | 2           | 0           | -               | -               | -               | -                 | -                 | -                 | -                              | -                              | -                              | -                              | 37    | 2     | 0     |
| 2021                  | Júbilo Iwata          | J2 League             | 20          | 2           | 0           | 0               | 0               | 0               | -                 | -                 | -                 | -                              | -                              | -                              | -                              | 20    | 2     | 0     |
| Sous-total            | Sous-total            | Sous-total            | 58          | 4           | 0           | 1               | 0               | 0               | 4                 | 0                 | 0                 | -                              | -                              | -                              | -                              | 63    | 4     | 0     |
| 2019                  | Nagoya Grampus (prêt) | J1 League             | 2           | 0           | 0           | 1               | 0               | 0               | 6                 | 0                 | 0                 | -                              | -                              | -                              | -                              | 9     | 0     | 0     |
| 2021-2022             | VfB Stuttgart (prêt)  | Bundesliga            | 29          | 1           | 1           | 2               | 0               | 0               | -                 | -                 | -                 | -                              | -                              | -                              | -                              | 31    | 1     | 1     |
| 2022-2023             | VfB Stuttgart         | Bundesliga            | 32          | 1           | 1           | 5               | 0               | 1               | -                 | -                 | -                 | -                              | -                              | -                              | -                              | 37    | 1     | 2     |
| 2023-2024             | VfB Stuttgart         | Bundesliga            | 26          | 0           | 2           | 3               | 0               | 0               | -                 | -                 | -                 | -                              | -                              | -                              | -                              | 29    | 0     | 2     |
| Sous-total            | Sous-total            | Sous-total            | 87          | 2           | 4           | 10              | 0               | 1               | -                 | -                 | -                 | -                              | -                              | -                              | -                              | 97    | 2     | 5     |
| 2024-2025             | Bayern Munich         | Bundesliga            | 6           | 1           | 0           | -               | -               | -               | -                 | -                 | -                 | C1                             | 2                              | 0                              | 0                              | 8     | 1     | 0     |
| Total sur la carrière | Total sur la carrière | Total sur la carrière | 151         | 7           | 4           | 11              | 0               | 1               | 4                 | 0                 | 0                 | -                              | 2                              | 0                              | 0                              | 168   | 7     | 5     |

### En sélection
| Années                | Sélection             | Phases finales             | Phases finales | Phases finales | Phases finales | Éliminatoires | Éliminatoires | Éliminatoires | Éliminatoires | Amicaux | Amicaux | Amicaux | Total | Total | Total |
| Années                | Sélection             | Comp.                      | M.             | B.             | P.d.           | Comp.         | M.            | B.            | P.d.          | M.      | B.      | P.d.    | M.    | B.    | P.d.  |
| --------------------- | --------------------- | -------------------------- | -------------- | -------------- | -------------- | ------------- | ------------- | ------------- | ------------- | ------- | ------- | ------- | ----- | ----- | ----- |
| 2022                  | Japon                 | Coupe d'Asie de l'Est 2022 | -              | -              | -              | -             | -             | -             | -             | 6       | 0       | 1       | 7     | 0     | 1     |
| 2022                  | Japon                 | Coupe du monde 2022        | 1              | 0              | 0              | -             | -             | -             | -             | 6       | 0       | 1       | 7     | 0     | 1     |
| 2023                  | Japon                 | -                          | -              | -              | -              | CdM 2026      | 1             | 0             | 0             | 5       | 1       | 0       | 6     | 1     | 0     |
| 2024                  | Japon                 | Coupe d'Asie 2023          | 3              | 0              | 0              | CdM 2026      | 3             | 0             | 1             | 0       | 0       | 0       | 6     | 0     | 1     |
| 2025                  | Japon                 | -                          | -              | -              | -              | CdM 2026      | 2             | 0             | 0             | -       | -       | -       | 2     | 0     | 0     |
| Total sur la carrière | Total sur la carrière | Total sur la carrière      | 4              | 0              | 0              | -             | 6             | 0             | 1             | 11      | 1       | 1       | 21    | 1     | 2     |